# Henrique Henriques de Noronha

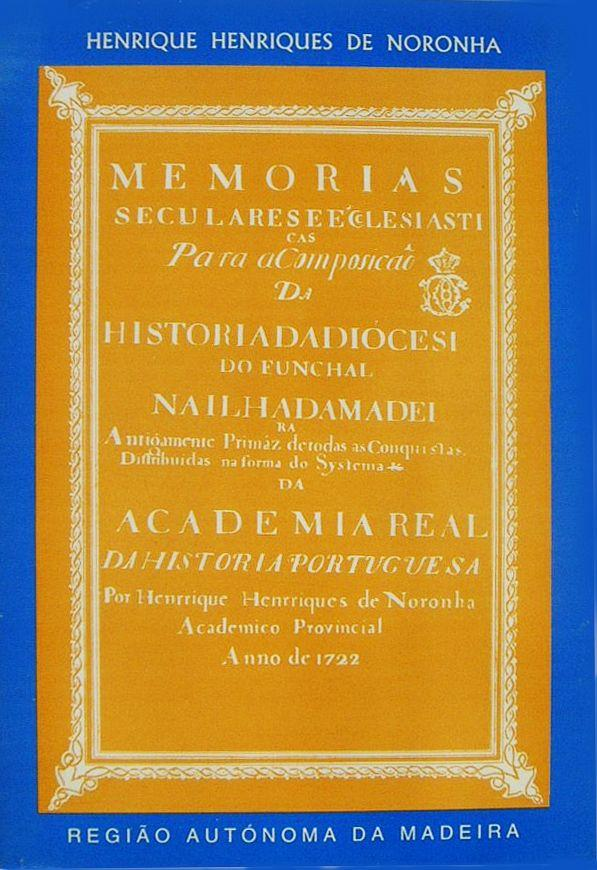
Memórias seculares e eclesiásticas para a composição da história da diocese do Funchal

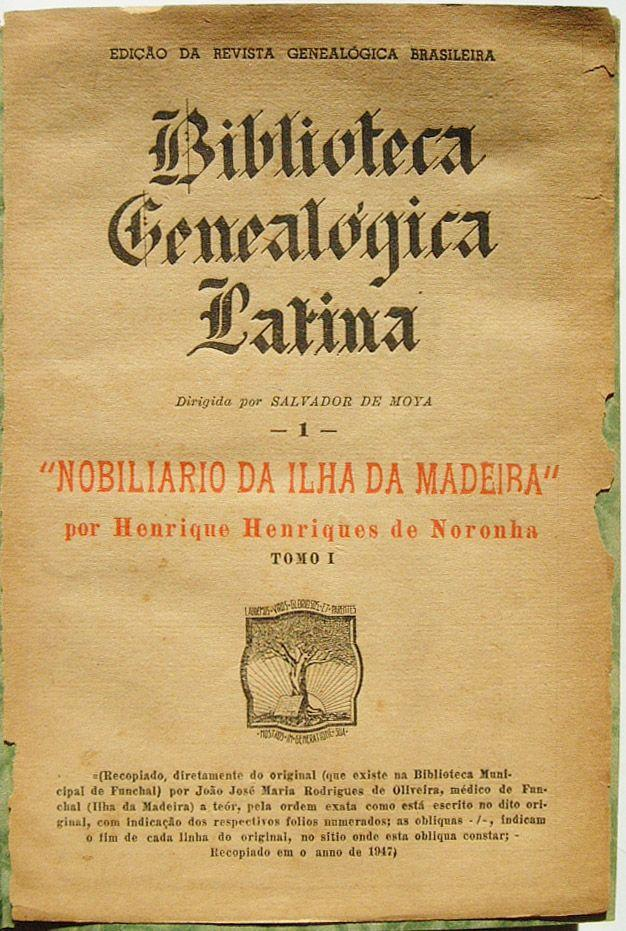
Nobiliário da Ilha da Madeira

Henrique Henriques de Noronha (Câmara de Lobos, 1 de março de 1667 — Funchal, 26 de abril de 1730) foi um historiador e genealogista português, nascido na ilha da Madeira.

## Biografia
Foi o terceiro filho de Pedro Bettencourt Henriques (1632-1687) e D. Mariana de Menezes (1642-1695). Era neto paterno de António Correia Bettencourt, instituidor da Capela de Nossa Senhora da Boa Hora em Câmara de Lobos e foi trisavô de Fernando José Correia Brandão de Bettencourt Henriques de Noronha, 1.º visconde da Torre Bela.
Desposou na Sé do Funchal, a 26 de junho de 1692, a sua prima D. Francisca Maria de Vasconcelos, filha de João Bettencourt Vasconcelos e da sua segunda esposa, D. Vicência Maria Vasconcelos, de quem houve D. Antónia Joana Francisca Henriques, que haveria de ser desposada pelo seu primo, António Correia Bettencourt Henriques, filho de João Bettencourt Henriques e de D. Inácia de Castel Branco.
Sucedeu na casa vinculada de seu tio, o morgado Inácio de Bettencourt e Câmara.

## Obra
Dedicou-se a estudos históricos e genealógicos, sendo considerado uma autoridade no tocante à História da Madeira. Enviou alguns trabalhos manuscritos à Academia Real da História Portuguesa, vindo por isso a ser admitido como um dos seus membros.
Publicouː
- 1722 - Memórias seculares e eclesiásticas para a composição da história da diocese do Funchal
- Nobiliário Genealógico de famílias madeirenses